# Plaisir
Plaisir és un municipi francès, situat al departament d'Yvelines i a la regió de Illa de França. L'any 2007 tenia 30.937 habitants.
Forma part del cantó de Plaisir, del districte de Versalles i de la Comunitat d'aglomeració Saint-Quentin-en-Yvelines.

## Demografia

### Població
El 2007 la població de fet de Plaisir era de 30.937 persones. Hi havia 11.306 famílies, de les quals 3.149 eren unipersonals (1.522 homes vivint sols i 1.627 dones vivint soles), 2.739 parelles sense fills, 4.227 parelles amb fills i 1.191 famílies monoparentals amb fills.
La població ha evolucionat segons el següent gràfic:
Habitants censats

### Habitatges
El 2007 hi havia 12.148 habitatges, 11.599 eren l'habitatge principal de la família, 55 eren segones residències i 494 estaven desocupats. 4.481 eren cases i 7.578 eren apartaments. Dels 11.599 habitatges principals, 6.336 estaven ocupats pels seus propietaris, 5.016 estaven llogats i ocupats pels llogaters i 247 estaven cedits a títol gratuït; 718 tenien una cambra, 2.004 en tenien dues, 2.437 en tenien tres, 2.853 en tenien quatre i 3.586 en tenien cinc o més. 8.979 habitatges disposaven pel capbaix d'una plaça de pàrquing. A 5.990 habitatges hi havia un automòbil i a 4.195 n'hi havia dos o més.

### Piràmide de població
La piràmide de població per edats i sexe el 2009 era:
| Homes | Edats   | Dones |
| ----- | ------- | ----- |
| 8     | 95 o +  | 12    |
| 12    | 90 a 94 | 44    |
| 76    | 85 a 89 | 112   |
| 32    | 80 a 84 | 112   |
| 152   | 75 a 79 | 248   |
| 288   | 70 a 74 | 252   |
| 468   | 65 a 69 | 440   |
| 584   | 60 a 64 | 468   |
| 704   | 55 a 59 | 692   |
| 1.008 | 50 a 54 | 1.116 |
| 1.100 | 45 a 49 | 1.140 |
| 1.292 | 40 a 44 | 1.188 |
| 1.336 | 35 a 39 | 1.364 |
| 1.292 | 30 a 34 | 1.452 |
| 1.360 | 25 a 29 | 1.428 |
| 945   | 20 a 24 | 948   |
| 1.168 | 15 a 19 | 1.052 |
| 1.221 | 10 a 14 | 1.260 |
| 1.288 | 5 a 9   | 1.176 |
| 1.080 | 0 a 4   | 1.052 |

## Economia
El 2007 la població en edat de treballar era de 21.468 persones, 16.551 eren actives i 4.917 eren inactives. De les 16.551 persones actives 15.293 estaven ocupades (7.847 homes i 7.446 dones) i 1.257 estaven aturades (648 homes i 609 dones). De les 4.917 persones inactives 1.146 estaven jubilades, 2.169 estaven estudiant i 1.602 estaven classificades com a «altres inactius».

### Ingressos
El 2009 a Plaisir hi havia 11.424 unitats fiscals que integraven 30.890,5 persones, la mediana anual d'ingressos fiscals per persona era de 21.579 €.

### Activitats econòmiques
Dels 1.321 establiments que hi havia el 2007, 13 eren d'empreses extractives, 8 d'empreses alimentàries, 13 d'empreses de fabricació de material elèctric, 3 d'empreses de fabricació d'elements pel transport, 32 d'empreses de fabricació d'altres productes industrials, 144 d'empreses de construcció, 351 d'empreses de comerç i reparació d'automòbils, 72 d'empreses de transport, 65 d'empreses d'hostatgeria i restauració, 54 d'empreses d'informació i comunicació, 70 d'empreses financeres, 60 d'empreses immobiliàries, 217 d'empreses de serveis, 153 d'entitats de l'administració pública i 66 d'empreses classificades com a «altres activitats de serveis».
Dels 266 establiments de servei als particulars que hi havia el 2009, 1 era una comissaria de policia, 2 oficines d'administració d'Hisenda pública, 2 oficines del servei públic d'ocupació, 2 oficines de correu, 13 oficines bancàries, 2 funeràries, 22 tallers de reparació d'automòbils i de material agrícola, 2 tallers d'inspecció tècnica de vehicles, 2 establiments de lloguer de cotxes, 5 autoescoles, 13 paletes, 21 guixaires pintors, 16 fusteries, 26 lampisteries, 16 electricistes, 19 empreses de construcció, 18 perruqueries, 4 veterinaris, 3 agències de treball temporal, 41 restaurants, 21 agències immobiliàries, 4 tintoreries i 11 salons de bellesa.
Dels 119 establiments comercials que hi havia el 2009, 1 era, 2 supermercats, 2 grans superfícies de material de bricolatge, 3 botigues de més de 120 m², 4 botiges de menys de 120 m², 7 fleques, 3 carnisseries, 1 una carnisseria, 4 llibreries, 44 botigues de roba, 6 botigues d'equipament de la llar, 5 sabateries, 4 botigues d'electrodomèstics, 10 botigues de mobles, 4 botigues de material esportiu, 3 botigues de material de revestiment de parets i terra, 2 drogueries, 1 un drogueria, 6 joieries i 7 floristeries.
L'any 2000 a Plaisir hi havia 8 explotacions agrícoles que ocupaven un total de 588 hectàrees.

## Equipaments sanitaris i escolars
El 2009 hi havia 1 hospital de tractaments de curta durada, 1 hospital de tractaments de mitja durada (seguiment i rehabilitació, 1 un hospital de tractaments de llarga durada, 3 psiquiàtrics, 9 farmàcies i 1 ambulància.
El 2009 hi havia 16 escoles maternals i 13 escoles elementals. A Plaisir hi havia 2 col·legis d'educació secundària i 1 liceu d'ensenyament general. Als col·legis d'educació secundària hi havia 1.210 alumnes i als liceus d'ensenyament general 620.

## Poblacions més properes
El següent diagrama mostra les poblacions més properes.